# Annalista Saxo
Annalista Saxo – anonimowy autor kroniki zwanej pod jego przydomkiem, mnich z opactwa w Nienburgu.
Kronika, której jest autorem, powstała w Nienburgu w połowie XII w. Obejmuje ona historię frankijsko-niemiecką od 741 do 1139 r., uwzględniając wiadomości pochodzące z licznej literatury (także zaginionych dzisiaj roczników), a także znanych autorowi dokumentów. Kronika uwzględnia m.in. liczne wiadomości o faktach współczesnych autorowi, przede wszystkim o drugiej wyprawie włoskiej cesarza Lotara III z Supplinburga, o Saksonii, jej organizacji kościelnej oraz rodach możnowładczych. Autor kroniki jest nastawiony krytycznie do króla Niemiec Konrada III Hohenstaufa.
Postać anonimowego autora kroniki bywa identyfikowana z Arnoldem, opatem Nienburga i współpracownikiem Lotara III, zmarłym w 1166 r.